# Côte du Caillou qui Bique
De Côte du Caillou qui Bique is een helling in Roisin in de Belgische provincie Henegouwen. De voet van de helling bevindt zich aan een brug over de rivier Grande Honnelle. Vlak in de buurt ligt de Côte de Meaurain. De helling is vernoemd naar de nabijgelegen plaats Caillou-qui-Bique.

## Wielrennen
De helling is opgenomen in de Cotacol Encyclopedie met de 1.000 zwaarste beklimmingen van België.